# Lijst van burgemeesters van Sint-Michiels
Dit is een chronologische lijst van burgemeesters van Sint-Michiels, een voormalige gemeente in de Belgische provincie West-Vlaanderen, thans deelgemeente van de stad Brugge
Bij de indeling, in de Franse Tijd, van het departement van de Leie in 40 kantons, behoorde Sint-Michiels tot het kanton Oostkamp. Van het Jaar V tot het jaar VIII der Franse Republiek (1796-1799) hadden de huwelijken plaats in de hoofdplaats van het kanton, terwijl de 'officier municipal' die aangesteld was voor Sint-Michiels, de registers van geboorte en overlijden bijhield. 
Na de staatsgreep van 18 Brumaire VIII (9 november 1799) besliste het Consulaat dat de kantons werden afgeschaft en iedere gemeente werd zelfstandig.

## Franse Tijd en Verenigd koninkrijk der Nederlanden
- 1800-1808: Johannes Verbiest
- 1808-1812: Karel Van Neste
- 1813-1819: Joseph Guillaume Kervyn
- 1819-1831: Bruno-Désiré de Heere

## Belgisch Koninkrijk
- 1831-1840: Hyppolite Dhont
- 1840-1848: Pierre Van Neste
- 1848-1869: Jules de Serret
- 1869-1915: Henri de Serret
- 1920-1924: Gustaaf Baert
- 1924-1943: Louis Demey
  - 1941-1942: Wilfried Van Damme oorlogsburgemeester, niet erkend op de officiële lijst.
- 1945-1946: Alfons De Baecke
- 1947-1970: Michel Van Maele